# رجینالد بارکر
رجینالد بارکر (انگلیسی: Reginald C. Barker؛ ۲ آوریل ۱۸۸۶ – ۲۳ فوریهٔ ۱۹۴۵) یک کارگردان اهل ایالات متحده آمریکا بود. وی بین سال‌های ۱۹۱۲ تا ۱۹۳۵ میلادی فعالیت می‌کرد.
از فیلم‌ها یا برنامه‌های تلویزیونی که وی در آن نقش داشته است می‌توان به بن هور اشاره کرد.
- تمدن